# كاتالينا إدواردز
كاتالينا إدواردز (بالإسبانية: Catalina Edwards)‏ هي صحفية تشيلية، ولدت في 26 أكتوبر 1976 في فينيا ديل مار في تشيلي.